# WhatTheGame
WTG (повна назва - WhatTheGame) - український відеоігровий трекінговий сервіс, який дозволяє детально відстежувати свою бібліотеку ігор.
На сайті доступний величезний каталог ігор з можливістю фільтрації за платформами, жанрами, серіям, видавцем і розробником. Українські ігри також мають посилання на Steam. Частина ігор має інформацію про те, скільки часу треба витратити на проходження гри.
Додавши ігри в свою Бібліотеку, користувач може відстежувати свій прогрес по ним (вказати кількість зіграного часу), глибину проходження (Сюжет, сюжет+сайди, 100%), виставити статус гри (В планах, Граю, Пройдені, та інші), поставити оцінку, написати відгук (який буде публічно доступний всім). Також для спрощення зберігання інформації наявні нотатки.
Ігри будь-якої тематики користувач може формувати в списки, на WTG вони називаються плейлісти. Окремі ігри в добірках можуть мати опис. Також до плейліста можна додати відео з Youtube і окреме посилання (наприклад, на текстову версію плейліста).
WTG регулярно входить в топ 10 ігрових сайтів укрнету.

## Діяльність
Сайт створено 1 липня 2022 року. На момент створення метою було надати можливість україномовним користувачам знаходити інформацію про час проходження ігор українською.
З серпня 2022 року на сторінках ігор почали зʼявлятись відео огляди від українських ігрових Youtube блогерів. З часом список доступних відео розширився на проходження, сюжети, великодки, історії створення та трейлери.
Протягом наступного року сайт наповнювався іграми і дрібними покращеннями. Окремою категорією було додано чимало українських ігор.
1 липня 2023 року було додано нове суттєве покращення. Зʼявилась можливість створити собі аккаунт і зібрати бібліотеку ігор, які вже пройдені, або які користувач ще тільки планує пройти.
1 листопада 2023 року сервіс отримав масштабне оновлення дизайну. Сильно покращився UX, зʼявилась можливість писати відгуки. Кожен аспект сайту був перероблений для пришвидшення взаємодії користувача зі своєю ігровою бібліотекою.

## Добірки ігор
WTG регулярно публікує декілька типів ігрових добірок у своєму блозі:
- Топи на різні теми, наприклад "Ігри з секретними кінцівками"
- Списки схожих ігор, наприклад "Не Сталкером єдиним: які ще є ігри про постапок"

## Плани по розвитку
Планується інтеграція різних ігрових магазинів (Steam, Xbox, PlayStation, GOG), щоб користувачі могли в один клік додати всю свою бібліотеку ігор в сервіс.
Також будуть створені мобільні застосунки під iOS та Android.
WTG постійно оновлює список ігрових YouTube блогерів, чиї відео доступні на сайті. Зʼявляються як популярні блогери, так і новачки.